# Bürgermeister-Müller-Anlage

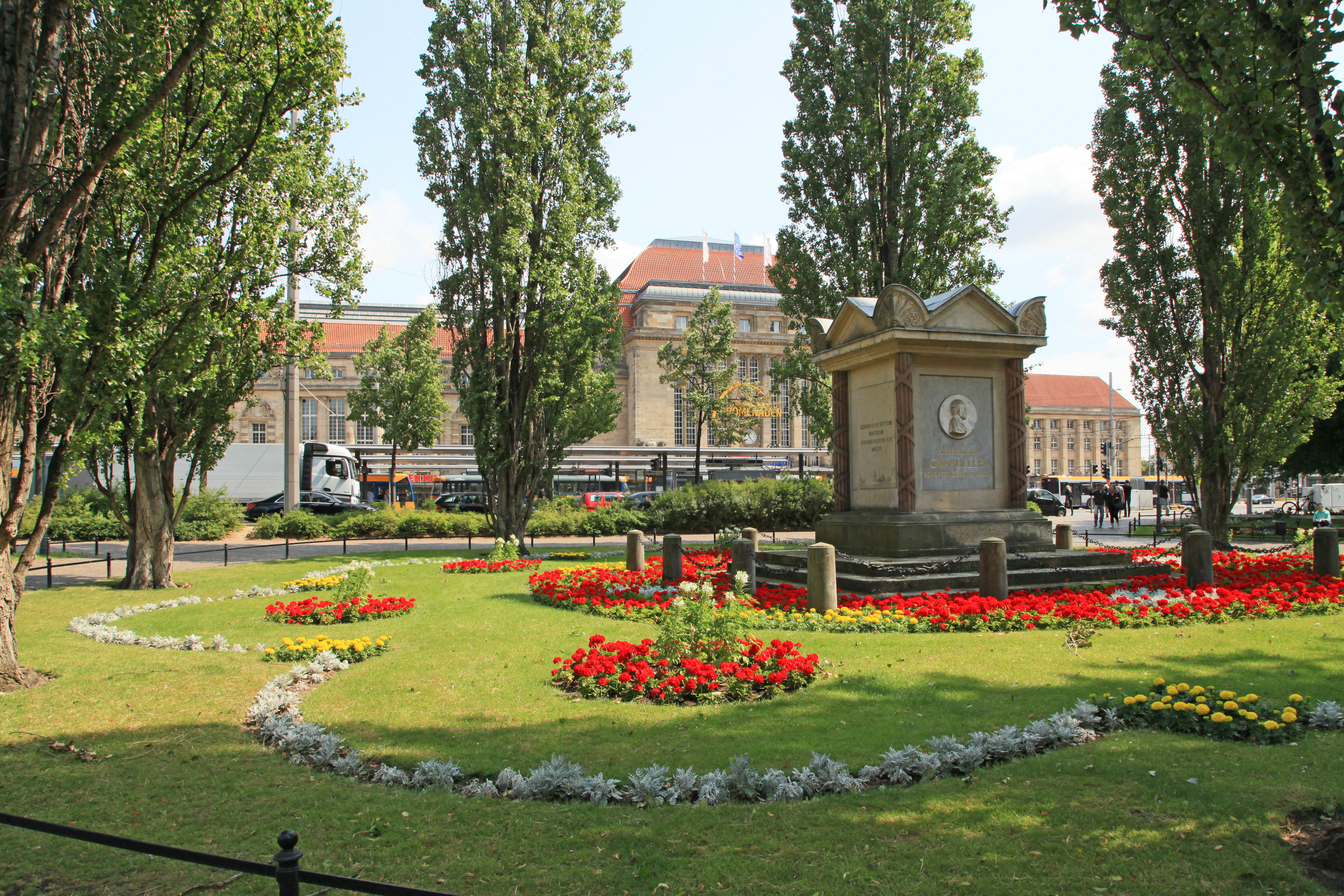
Bürgermeister-Müller-Anlage mit Denkmal (2015)

Die Bürgermeister-Müller-Anlage, auch Unterer Park oder Bürgermeister-Müller-Park, ist eine kleine Parkanlage am Nordostrand der Innenstadt von Leipzig gegenüber dem Hauptbahnhof, die nach dem ehemaligen Leipziger Bürgermeister Carl Wilhelm Müller (1728–1801) benannt ist. Sie ist Teil des Promenadenrings und steht unter Denkmalschutz.

## Lage und Gestaltung
Die Bürgermeister-Müller-Anlage erstreckt sich zwischen dem Willy-Brandt-Platz und der Richard-Wagner-Straße über etwa 300 Meter von der Goethestraße bis zur Straße Am Hallischen Tor, unterbrochen von einem etwa 40 Meter breiten Platz an der Einmündung der Nikolaistraße, der inoffiziell mitunter als Kleiner Willi-Brandt-Platz bezeichnet wird. Die Breite der Anlage beträgt, abgesehen von der Verjüngung am westlichen Ende, etwa 60 Meter.
Längs der von Blumen eingefassten zentralen Wiese verlaufen zwei Wege parallel zu den angrenzenden Straßen. Im östlichen Teil wird ein blumengeschmücktes und von acht Pyramidenpappeln bestandenes Rondell von Wegen umrundet. In seiner Mitte steht das Carl Wilhelm Müller gewidmete Denkmal. An Baumarten dominieren Linden, wie zum Beispiel eine Doppelreihe an der Grenze zur Richard-Wagner-Straße. Mehrere Bänke laden zu Verweilen ein. Im westlichen Teil mit einigen niedrigen Hecken und jüngerem Baumbestand gibt es nur einen Fußweg parallel zur Richard-Wagner-Straße.

## Geschichte

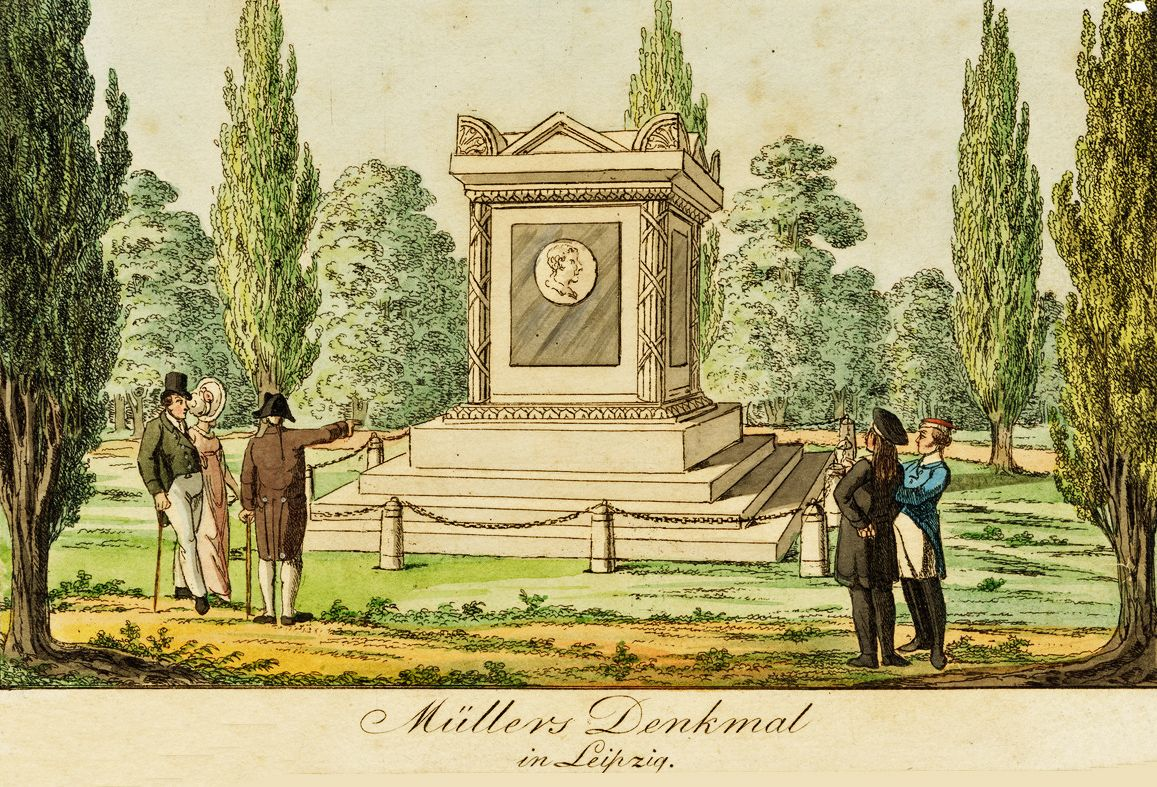
Bürgermeister-Müller-Denkmal im Unteren Park (19. Jahrhundert)

Ab 1777 wurden die Befestigungsanlagen der Stadt abgebrochen und ab 1784 begonnen, auf dem nordöstlichen Bereich einen Park im englischen Stil anzulegen. Bürgermeister Müller beauftragte den städtischen Baudirektor Johann Carl Friedrich Dauthe (1746–1816) mit der Planung. Es entstanden als erster kommunaler Landschaftspark im Osten der Obere Park mit dem Schwanenteich und im Norden unmittelbar nach Westen anschließend der Untere Park. 1819 wurde im Unteren Park das Rondell angelegt und das Bürgermeister-Müller-Denkmal aufgestellt.
1865 wurde durch die Goethestraße der Untere Park vom Oberen getrennt. Um 1910 erfolgte die Abtrennung des westlichen Teils des Unteren Parks an der Nikolaistraße für die Anlage einer Straßenbahnwendeschleife am entstehenden Hauptbahnhof.
Von 1910 bis 1915 erfolgte eine grundlegende Umgestaltung der Anlage durch den städtischen Gartenbaudirektor Carl Hampel (1849–1930), wobei das unregelmäßige Wegenetz durch ein der Architektur des Hauptbahnhofs angepasstes symmetrisches ersetzt wurde.
Nach Herstellung der als Ritter-Passage bezeichneten Verbindung von Brühl und Richard-Wagner-Straße wurden an der Bürgermeister-Müller-Anlage 1999 Veränderungen vorgenommen. Der Weg um das Rondell wurde verbreitert und es wurden Treppen durch Rampen ersetzt. Durch den Nachbau von Laternen, Lampen und Rabattengeländern konnte das Erscheinungsbild aus der Zeit Hampels weitgehend wiederhergestellt werden. 2013/2014 wurde der Abschnitt zwischen Nikolaistraße und Am Hallischen Tor neu gestaltet.
Am 24. Oktober 2010 wurde in der Bürgermeister-Müller-Anlage der 19-jährige Iraker Kamal Kilade von zwei Neonazis durch Messerstiche tödlich verletzt. Als Gedenken und Mahnung gegen Rassismus wurde 2013 in der Mülleranlage ein Findlingstein mit einem Text von Kamals Mutter platziert.
Mit ihrer Lage im Hauptbahnhofsumfeld gehört die Bürgermeister-Müller-Anlage zu einem Schwerpunktbereich der Eigentums- und Betäubungsmittelkriminalität.

## Das Denkmal

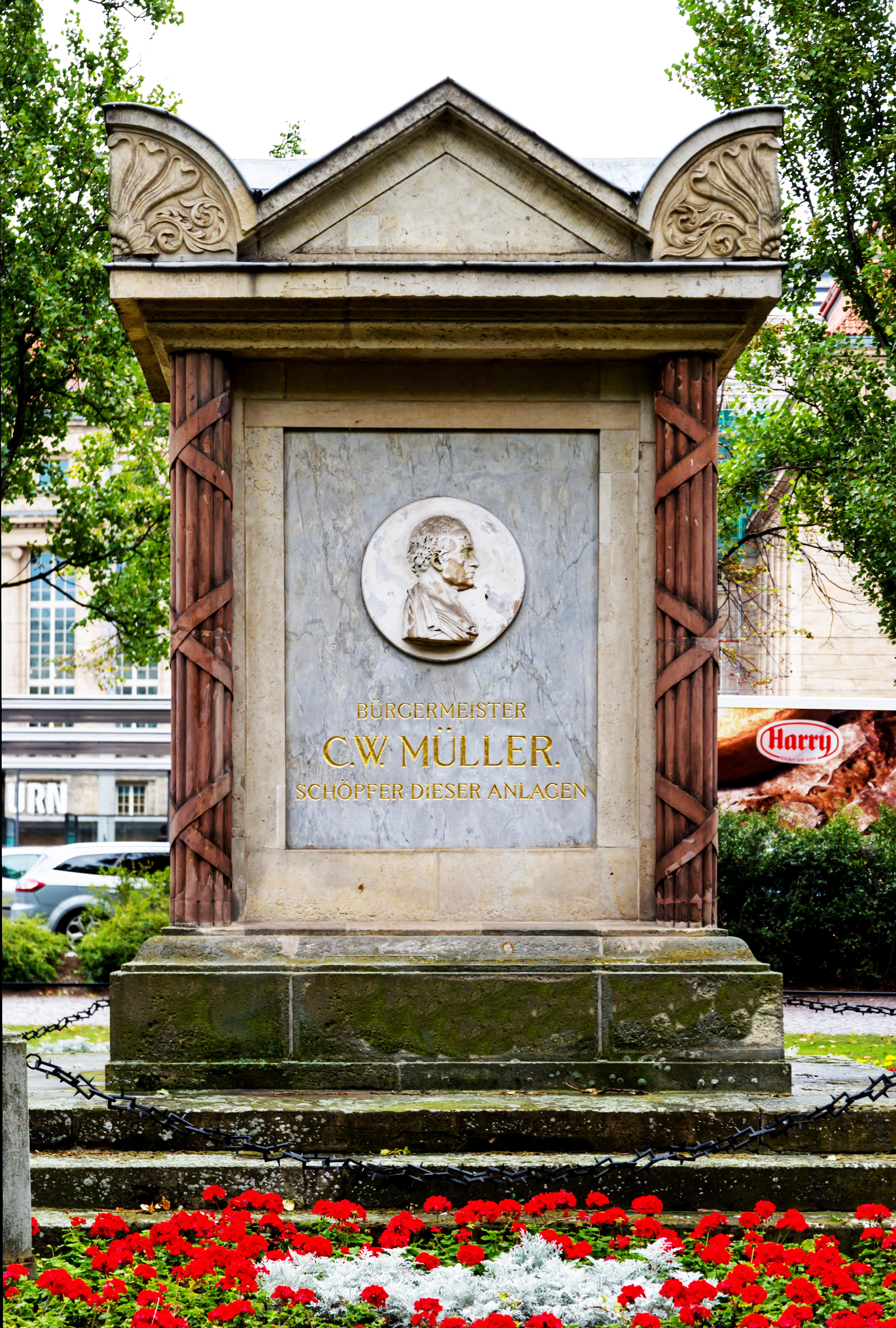
Bürgermeister-Müller-Denkmal (2017)

Bald nach Carl Wilhelm Müllers Tod 1801 kam die Idee auf, dem verdienstvollen Bürgermeister ein Denkmal zu setzen. Unter seiner Ägide entstanden unter anderem der erste Gewandhaussaal und die Erste Bürgerschule auf der Moritzbastei, wurde die Nikolaikirche umgestaltet sowie Oberer und Unterer Park angelegt. Bis zur Einweihung des auf Betreiben Leipziger Kaufleute erstellten Denkmals dauerte es noch bis 1819.
Das Bürgermeister-Müller-Denkmal wurde nach einem Entwurf von Johann Friedrich August Tischbein (1750–1812) durch den Leipziger Baudirektor August Wilhelm Kanne (1784–1827) geschaffen. Es besteht aus ockerfarbenem Cottaer Sandstein und rotem Buntsandstein. Eine über zwei Meter hohe in klassizistischem Stil verzierte quadratische Steinsäule mit Sockel und Deckplatte ruht auf einem dreistufigen Fundament. An den Ecken verlaufen Rutenbündel. Die Deckplatte trägt Dreiecksgiebel und Akroterien. Die nach Süden gerichtete Seite trägt eine Marmorplatte mit einem Porträtmedaillon Müllers, das vom Berliner Bildhauer Johann Gottfried Schadow (1764–1850) stammt; darunter die vergoldete Inschrift BÜRGERMEISTER | C. W. MÜLLER | SCHÖPFER DIESER ANLAGEN. Die Gegenseite zeigt eine Lyra mit Eichenkranz. Auf der Westseite stehen die Lebensdaten Müllers und auf der Ostseite VON DEN DANKBAREN | BÜRGERN LEIPZIGS.
Für das pappelumstandene Rondell diente die Pappelinsel mit dem Kenotaph Jean-Jacques Rousseaus (1712–1778) im Park von Ermenonville als Vorbild.